# Президент на Чеченска република Ичкерия
Президентът на непризнатата Чеченска република Ичкерия (до 14 януари 1994 г. – Чеченска република (Нохчий-чо)) е най-високата държавна длъжност в Чеченска република Ичкерия през годините на нейния де факто суверенитет.
Президентът е ръководител на изпълнителната власт, като има право да председателства заседанията на правителството на Чеченската република, да установява международни отношения в рамките на външната политика.

## Президенти на Ичкерия
| # | Портрет | Име, презиме и фамилия (години на раждане и смърт) | Срок на пълномощие   | Срок на пълномощие  | Политическа партия                  |
| # | Портрет | Име, презиме и фамилия (години на раждане и смърт) | Встъпване в длъжност | Напуснал длъжността | Политическа партия                  |
| - | ------- | -------------------------------------------------- | -------------------- | ------------------- | ----------------------------------- |
| 1 |         | Джохар Мусаевич Дудаев (1944 – 1996)               | 9 ноември 1991       | 21 април 1996       | независим кандидат                  |
| _ |         | Зелимхан Абдулмуслимович Яндарбиев (1952 – 2004)   | 21 април 1996        | 12 февруари 1997    | Вайнахска демократическа партия     |
| 3 |         | Аслан Алиевич Масхадов (1951 – 2005)               | 12 февруари 1997     | Февруари 2000       | Партия на националната независимост |

Последните президентски избори в Ичкерия са проведени през януари 1997 г.

### Президенти в изгнание
- Аслан Алиевич Масхадов (2000 – 8 март 2005)
- Абдул-Халим Абусаламович Садулаев (8 март 2005 – 17 юни 2006)
- Доку Хаматович Умаров (17 юни 2006 – 31 октомври 2007)

### Премахване на президентската длъжност
На 31 октомври 2007 г. информационната агенция на сепаратистите – „Чеченпрес“ съобщава, че Доку Умаров (тогавашен президент на Ичкерия) провъзгласява създаването на Кавказки Емират и в същото време се отказва от длъжността си като президент, като по този начин премахва Чеченска република от Ичкерия. Изявлението води до разцепление в правителството.